# پاتوکرییه
پاتوکرییه (به چکی: Patokryje) یک منطقهٔ مسکونی در جمهوری چک است که در ناحیه موست واقع شده‌است. پاتوکرییه ۲٫۶۲ کیلومتر مربع مساحت و ۴۱۲ نفر جمعیت دارد و ۲۲۱ متر بالاتر از سطح دریا واقع شده‌است.